# Midlife... Now What?
Midlife... Now What? is de achttiende aflevering van het derde seizoen van het tienerdrama Beverly Hills, 90210, die voor het eerst werd uitgezonden op 13 januari 1993.

## Verhaal
Brenda en Kelly hebben inmiddels geen problemen meer met Dylan en laten zich, samen met hun ouders Cindy en Jackie, een weekend behandelen en verwennen bij een kuuroord. Donna en Andrea zijn ook uitgenodigd. Het geplande rustige weekendje komt tot een einde als Brenda hoort dat Kelly's stiefvader Mel vreemd is gegaan. Ze vertelt dit aan Kelly en als ook Jackie op de hoogte wordt gesteld, is ze razend op haar man.
Ondertussen is Jim bang dat hij midden in een midlifecrisis zit als hij zijn smachting naar zijn aantrekkelijke secretaresse Dottie voortzet. Dylan weet niet of hij achter Brenda of Kelly aan wil gaan en probeert hij voor te stellen hoe zijn toekomst er uit zal zien als hij met of Kelly, of Brenda trouwt. Brandon begint geld in te zetten op basketbalwedstrijden met Duke, een bookmaker en een bekende van Nat. Dit groeit al snel uit tot een verslaving.

## Rolverdeling
- Jason Priestley - Brandon Walsh
- Shannen Doherty - Brenda Walsh
- Jennie Garth - Kelly Taylor
- Ian Ziering - Steve Sanders
- Gabrielle Carteris - Andrea Zuckerman
- Luke Perry - Dylan McKay
- Brian Austin Green - David Silver
- Tori Spelling - Donna Martin
- Carol Potter - Cindy Walsh
- James Eckhouse - Jim Walsh
- Ann Gillespie - Jackie Taylor
- Paula Trickey - Dottie
- Blake Foster - Kevin
- Pamela Bowen - Babette Lewis